# Ассоциация славянских, восточноевропейских и евразийских исследований
Ассоциа́ция славя́нских, восточноевропе́йских и еврази́йских иссле́дований (англ. Association for Slavic, East European, and Eurasian Studies, сокр. ASEEES), до 2009 года — Американская ассоциация содействия славянским исследованиям (англ. American Association for the Advancement of Slavic Studies, сокр. AAASS) — американское научное общество, занимающейся распространением знаний об истории, политике и культуре народов и государств, ранее входивших в состав СССР, а также Восточной и Центральной Европы в региональном и глобальном контексте.

## Общие сведения
Ассоциация была сформирована в 1948 году под названием — Американская ассоциация содействия славянским исследованиям (англ. American Association for the Advancement of Slavic Studies, сокращённо AAASS) и изначально занималась изданием научных и информационных журналов. Официально как организация, занимающаяся развитием научно-исследовательской деятельности была учреждена в июне 1960 года в результате слияния Объединённого комитета славянских исследований (англ. Joint Committee on Slavic Studies) и журнала «American Slavic and East European Review».
Основной целью Ассоциации являлось изучение политики, истории и культуры СССР и стран Восточной Европы, а также подготовка по этим направлениях специалистов. Это было связано в первую очередь с потребностью политических кругов США в исследованиях на академическом уровне, в связи с политическим переустройством мира после Второй мировой войны и начавшейся после неё «холодной войны».
После окончания холодной войны Ассоциация постепенно стала расширять как международные связи, так и область своих исследований по евразийской проблематике. В ввиду этого по результатам общего голосования её членов она 1 июля 2010 года была переименована в Ассоциацию славянских, восточноевропейских и евразийских исследований (англ. Association for Slavic, East European and Eurasian Studies, сокращённо ASEEES).
ASEEES насчитывает около 3 тысяч членов сообщества, которые занимаются исследованием славянских культур в области истории, литературы, языка и философии. В неё также на правах филиалов входят более 30 научных обществ, в числе которых Американская ассоциация преподавателей славянских и восточноевропейских языков (AATSEEL), Ассоциация по изучению восточно-христианской истории и культуры (ASEC), Ассоциация по изучению здравоохранения и демографии в странах бывшего Советского Союза (ASHDFSU), Ассоциация женщин славистов (AWSS), Ассоциация исследователей России XVIII века, Североамериканское общество Достоевского, Североамериканское Пушкинское общество и др.
Ассоциация также насчитывает более 60 организаций (университеты, колледжи, исследовательские институты, музеи и библиотеки) в качестве коллективных её членов, в числе которых Американский Совет по международному образованию, Гарвардский университет, Университет Джорджа Вашингтона, Университет Хоккайдо, Гуверовский институт, институт Кеннана, Стэнфордский университет, Московский государственный университет, Национальный Совет евразийских и восточноевропейских исследований США и др.
Ныне штаб-квартира ASEEES расположена кампусе Питтсбургского университета (Питтсбург, штат Пенсильвания, США).
Ежегодный съезд Ассоциации историк Ольга Великанова отмечала как ставший самой представительной международной площадкой в области славистики.
В мае 2025 года признана нежелательной организацией на территории России.

## Периодика

### Slavic Review
Печатным органом ASEEES является ежеквартальный междисциплинарный научный журнал «Slavic Review», в котором публикуются статьи о проводимых исследованиях, образовательных программах, реферативные обзоры и пр.

### NewsNet
Раз в два месяца ASEEES выпускает цифровой информационный бюллетень «NewsNet», который освещает новости обо всех важных мероприятиях, проводимых Ассоциацией.